# Амаев, Махмуд Мутиевич
Ама́ев Махму́д Мути́евич (1916 год, Химой, Терская область, Российская империя — 22 февраля 1943 года, Смоленская область) — советский снайпер, младший сержант. Участник Великой Отечественной войны. Уничтожил, по некоторым данным, 253 немецких солдата и офицера. Дважды представлялся к званию Героя Советского Союза.

## Биография
Родился в селении Химой Шаройского района Терской области в семье чеченского земледельца.
После окончания трехклассной школы вступил в члены ВЛКСМ. В 1930-е годы — секретарь сельской комсомольской организации. С 1935 года, после окончания учительских курсов, работает учителем в начальной школе.

### Великая Отечественная война
В начале Великой Отечественной войны пошёл на фронт снайпером. Служит в 87-м гвардейском стрелковом полку 32-й Краснознаменной стрелковой дивизии. Обладает всеми качествами, необходимыми снайперу: умением метко стрелять, наблюдательностью, хладнокровием. Уничтожил 186 (по другим данным, 197, 253) немецких солдат и офицеров; согласно сообщениям прессы, на ноябрь 1942 года уничтожил 117 солдат и офицеров противника. Работал в паре со снайпером Иваном Шмариным.
Был прижизненно награждён двумя наградами — орденом «Красного Знамени» и медалью «За боевые заслуги». В Москве, на выставке «Комсомол в Отечественной войне», которая открылась в начале 1943 года, висела привлекающая внимание посетителей табличка «Личный счет снайпера-гвардейца, младшего сержанта Махмуда Амаева». В ней ежедневно отмечалось количество уничтоженных им фашистов.
О своих успехах Махмуд писал своим родным и близким:
Пусть знают моя 70-летняя мать и мои молодые братья, что ни одна пуля не уходит из моей винтовки зря. Она возвращается ко мне в виде зарубки-памяти об убитом фашисте. Я убил их 169 (пока дойдет это письмо, я увеличу счёт).
В следующем письме он пишет сестре:
Петимат! Не переживай за меня да и маму побереги. .. Никогда не убивал человека, но здесь я уничтожил 194 фашиста. Воспитывай своих сыновей мужественными, чтобы они могли совершать добро, а если понадобится — грудью встать на защиту Родины.
Погиб 22 февраля 1943 года. Похоронен в деревне Лукьянцево Гжатского района Смоленской области.

## Награды
- Тульские оружейники изготовили для него именную снайперскую винтовку, а командование части подарило ему кинжал с надписью: «Солнце врагу не погасить, а нас не победить».

## Память
Именем Амаева названа улица в селе Знаменское (Чечня).